# Le Pallet
Le Pallet ist eine französische Gemeinde mit 3374 Einwohnern (Stand 1. Januar 2022) im Département Loire-Atlantique in der Region Pays de la Loire; sie gehört zum Arrondissement Nantes und zum Kanton Vallet. Es handelt sich um den Zentralort des Weinbaugebietes Sèvre-et-Maine, berühmt für seine trockenen Muscadet- und Gros-Plant-Weine. Die Einwohner werden Palletais bzw. Palletaises genannt.

## Geografie
Der Ort liegt am Ufer des Flusses Sèvre Nantaise und an seinem rechten Nebenfluss, der Sanguèze.

## Geschichte
Le Pallet (lat. Palatium) existiert mindestens seit dem 6. Jahrhundert. Vermutlich stand hier am Ende der Westgoten-Zeit in Frankreich ein westgotisches Palatium (= Wirkstätte eines weltlichen oder geistlichen Würdenträgers), welches für den Ort namensgebend wurde.

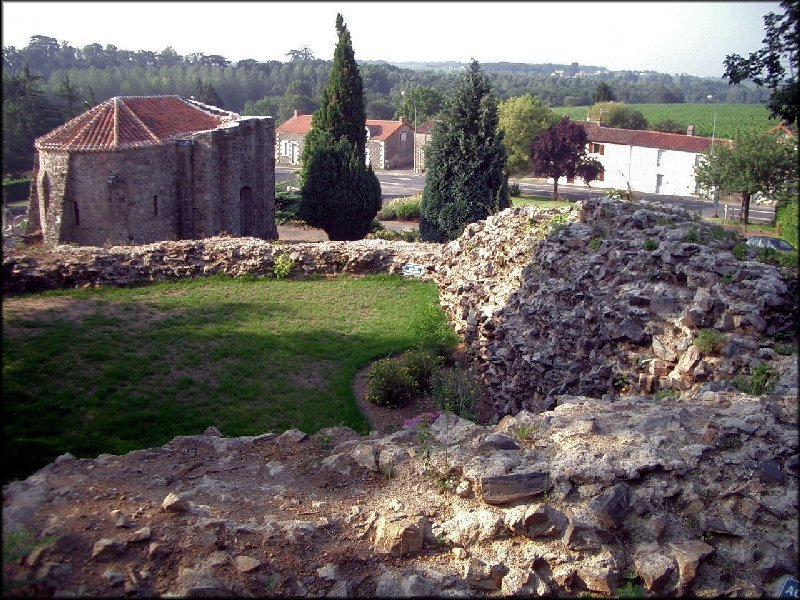
Der Donjon von Le Pallet, im Hintergrund die Kapelle Sainte-Anne

Der heute in Ruinen liegende Donjon von Le Pallet war einst der größte romanische Viereck-Donjon des französischen Westens. Er wurde um das Jahr 984 vom angevinischen Grafen Gottfried Graumantel an der Sèvre Nantaise errichtet, als Grenzbastion zur nahen Grafschaft Nantes und als steingewordenes Symbol des Wechsels der Macht von der Karolinger- zur Kapetinger-Dynastie. Mit seiner Gründung suchte der Graf des Anjou nicht nur die Kontrolle über das fruchtbare Sèvre-Tal und die Zugangswege zur Grafschaft Poitou, sondern auf Dauer die Hegemonie im Süden der Loire, an der Grenze zum Pays de Retz, zu gewinnen. In diesem Zusammenhang wurde durch die angevinische Mission auch das nahe gelegene Kloster Vertou, das durch die normannischen Überfälle stark gelitten hatte, als Ableger von Saint-Jouin-de-Marnes wiedergegründet, welches in Le Pallet das Priorat Saint-Etienne betrieb. Erst unter Gottfried Graumantels Sohn, Fulko Nerra, wurden die angevinischen Eroberungen an der Sèvre Nantaise wieder aufgegeben und die Grenze des Anjou nach Osten zurückverlegt. Der Donjon von Le Pallet fiel hierauf in die regionale Bedeutungslosigkeit zurück.
Im Jahr 1079 wurde während einer längeren Friedenszeit der Philosoph und Theologe Peter Abaelard im Schatten dieses Donjon geboren.
Im Jahr 1420 wurde der Donjon anlässlich des Feldzugs gegen Margerita von Clisson (Tochter Oliviers V. von Clisson) und ihre Söhne, in dem auch die Festung Champtoceaux an der Loire fiel, bis auf die Grundmauern zerstört und seitdem nicht mehr aufgebaut.
Während des Aufstandes der Vendée fand hier 1793 das Gefecht bei Le Pallet statt.
| Jahr      | 1962 | 1968 | 1975 | 1982 | 1990 | 1999 | 2009 | 2017 |
| --------- | ---- | ---- | ---- | ---- | ---- | ---- | ---- | ---- |
| Einwohner | 1371 | 1442 | 1507 | 1857 | 2070 | 2394 | 2870 | 3239 |

## Sehenswürdigkeiten

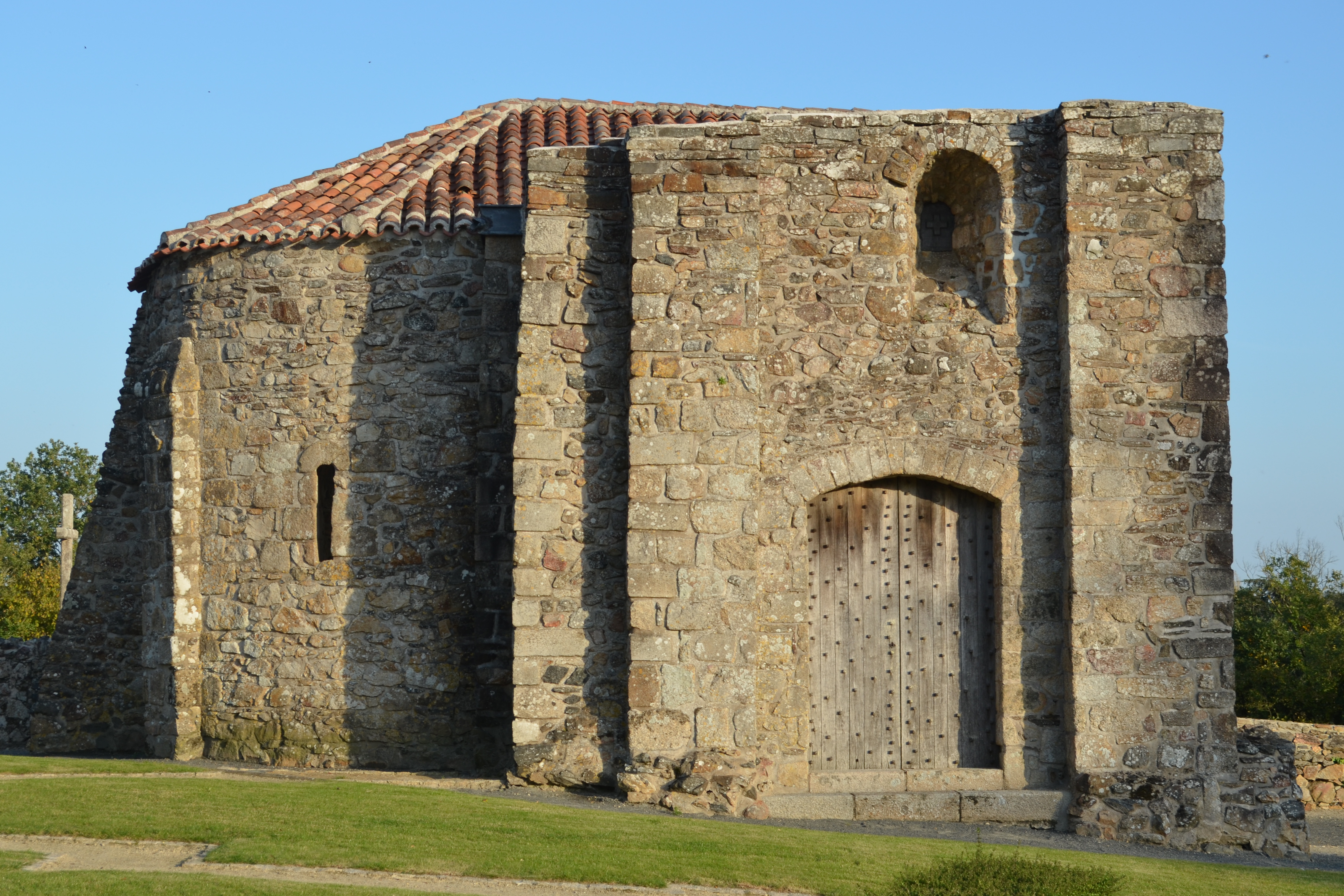
Chapelle Sainte-Anne

- Kapelle Sainte-Anne, romanisch, 11./12. Jahrhundert; Liste der Monuments historiques, einziger Überrest einer Drei-Apsiden-Anlage, die wohl nie ganz zur Ausführung kam (nachmalige Pfarrkirche Saint-Vincent)
- Ruine des Donjon, 10. Jahrhundert, zerstört im Jahr 1420
- Burghügel von Le Pallet, heute Kalvarienberg
- Kapelle Saint-Jean du Goheaux (Ruine) 15. Jahrhundert
- Ruinen des Schlosses La Galissonnière, 15. Jahrhundert, dem Hauptquartier des Generals Charette
- Alter Taubenschlag
- Mühlenturm und zwei Wassenmühlen an der Sanguèze
- Kirche, 18. Jahrhundert und 19. Jahrhundert, neoromanisch
- Kapelle Saint-Michel, 18. Jahrhundert
- La Grange, einstiger Templerhof, Reste aus dem 15. Jahrhundert
- Reste des Priorats Saint-Etienne, 10. Jahrhundert

## Persönlichkeiten
- Die Theologen Petrus Abaelardus (1079–1142) und Dominique Barthélemy (1921–2002) wurden in Le Pallet geboren.